# Сквер «Троянд»
Сквер «Троянд» — парк-пам'ятка садово-паркового мистецтва місцевого значення в Україні. Розташовано в с. Геронимівка (Черкаський район, Черкаська область).

## Опис
Як об'єкт природно-заповідного фонду створено рішенням Черкаської обласної ради від 25.10.2019 року №32-41/VII.
Площа 2,0 га. Під охороною відкрита територія в центральній частині населеного пункту, використовується з рекреаційною та освітньою метою. 